# Espaces naturels du Pas-de-Calais
Le Conservatoire d'espaces naturels du Nord et du Pas-de-Calais et le syndicat mixte Eden 62 (Espaces Départementaux Naturels du Pas-de-Calais) réalisent la gestion et l'ouverture au public de la plupart des sites naturels remarquables ou sensibles, dans le cadre de la politique départementale du Conseil général du Pas-de-Calais et des politiques régionales de trame verte et de réserves naturelles régionales du conseil régional du Nord-Pas-de-Calais. Ces sites jouent presque tous un rôle important ou majeur pour la Trame verte régionale, la trame verte et bleue nationale et le réseau écologique paneuropéen.
Les sites protégés du Pas-de-Calais se sont enrichis de milieux sous-marins avec le réseau natura 2000 en mer, et pourraient s'enrichir d'une aire marine protégée (parc naturel marin dit des trois estuaires, en projet partagé avec la Somme et la Picardie).

## Liste des sites naturels

### Réserve naturelle
Nationale:
- Baie de Canche (RNN87)
- Platier d'Oye (RNN86)
- Grottes et pelouses d'Acquin-Westbécourt et coteaux de Wavrans-sur-l'Aa (RNN167)
- Étangs du Romelaëre (RNN168)

Régionale:
- Carrières de Cléty (RNR233)
- Forteresse de Mimoyecques (RNR253)
- Marais de Cambrin, Annequin, Cuinchy et Festubert (RNR199)
- Marais de Condette (RNR198)
- Marais de la Grenouillère (RNR147)
- Molinet (RNR4)
- Mont de Couple (RNR235)
- Pâture Mille Trous (RNR29)
- Plateau des Landes (RNR210) fusion des réserves naturelles des Landes d'Heuringhem (RNR104), des Landes de Racquinghem (RNR105),  des Landes d'Helfaut (RNR106) et des Landes de Blendecques (RNR107)
- Pont-d'Ardres (RNR255)
- Pré communal d'Ambleteuse (RNR240)
- Riez de Nœux-les-Auxi (RNR143)

Projet : (procédure de classement en cours) 
- Coteau de Dannes-Camiers (RNR162)

### Parc naturel
- Parc naturel régional des Caps et Marais d'Opale

### Autres sites
- Baie d'Authie
- Baie de Wissant
- Bois de Marœuil
- Bois de Carieul à Souchez
- Bois de Givenchy à Avion
- Bois de l'Offlarde à Leforest
- Bois de Roquelaure à Lapugnoy
- Bois d'Epinoy à Libercourt
- Bois des Bruyères à Angres
- Bois d'Haringzelle à Audinghen
- Bois du Hautois à Oignies
- Bois du Quesnoy
- Bois Poret à Villers-au-Bois
- Cap Blanc-Nez - Label "Grand Site de France"
- Cap Gris-Nez - Label "Grand Site de France
- Chapelle de Guémy à Tournehem-sur-la-Hem
- Domaine de Bellenville à Beuvry
- Dunes d'Écault
- Dunes de Berck
- Dunes de Merlimont
- Dunes de Fort Mahon à Sangatte
- Dunes de la Slack[5] à Wimereux
- Dunes du Mont Saint-Frieux à Neufchâtel-Hardelot et Dannes
- Fond de la Forge à Sangatte
- Foraine d'Authie à Conchil-le-Temple
- Forêt domaniale de Boulogne
- Forêt domaniale de Rihoult-Clairmarais
- Forêt domaniale de Desvres
- Forêt d'Éperlecques
- Forêt d'Hesdin
- Forêt de Vimy
- Fort vert près de Calais
- Glaisière de Nesles
- Grand Marais d'Étaing
- Lac bleu à Rœux
- Lac d'Ardres
- Marais audomarois
- Marais de Biache-Saint-Vaast
- Marais de Guînes
- Mont Pelé à Desvres
- Plateau des Landes à Blendecques
- Pointe aux Oies à Wimereux
- Pointe de la Crèche à Wimereux
- Pointe du Touquet au Touquet-Paris-Plage
- Poudrerie nationale d'Esquerdes
- Tour d'Horloge à Carvin
- Val de Scarpe à Saint-Laurent-Blangy
- Val du Flot à Wingles
- Waroquerie à Saint-Martin-Boulogne